# Алслебен
Алслебен (њем. Alsleben) град је у њемачкој савезној држави Саксонија-Анхалт. Једно је од 21 општинског средишта округа Салцланд. Према процјени из 2010. у граду је живјело 2.625 становника. Посједује регионалну шифру (AGS) 15089005.

## Географија
Алслебен се налази у савезној држави Саксонија-Анхалт у округу Салцланд. Град се налази на надморској висини од 85 метара. Површина општине износи 23,6 km².

## Становништво
У самом граду је, према процјени из 2010. године, живјело 2.625 становника. Просјечна густина становништва износи 111 становника/km².

## Међународна сарадња
| Мјесто      | Држава      | Врста сарадње | Од    |
| ----------- | ----------- | ------------- | ----- |
| Средње Печи | Бјелорусија | партнерство   | 1994. |
| Извор       |             |               |       |